# Plexitartessus extremus
Plexitartessus extremus är en insektsart som beskrevs av Evans 1981. Plexitartessus extremus ingår i släktet Plexitartessus och familjen dvärgstritar. Inga underarter finns listade i Catalogue of Life.